# Élie Cohen
Élie Cohen (Marsiglia (Bouches-du-Rhône), 13 maggio 1886 – ...) è stato un direttore d'orchestra, compositore, scrittore e musicista francese, attivo principalmente nel campo dell'opera in Francia durante il periodo tra le due guerre, e ha realizzato molte registrazioni.

## Inizio carriera
Cohen debuttò all'Opéra-Comique il 7 agosto 1922 con Lakmé e continuò a dirigere in quel teatro fino al 1940. Diresse anche prime e nuove produzioni di A Quoi Rêvent les Jeunes Filles (Fraggi), Il lago dei cigni, Printemps Fleuri (balletto, musica di Pëtr Il'ič Čajkovskij), Reflets (balletto, musica di Schmitt), Le Chemineau, Gianni Schicchi, Masques et Bergamasques (Leroux) e La Peau de chagrin (Levadé).

## Successi
Cohen diresse il Teatro dell'Opera di Nizza almeno dalla stagione 1936/1937, della quale un esempio fu una serata di opera e balletto interamente di Ravel nel 1937. La sua carica fu accolta calorosamente sia dal pubblico che dalla critica. Fuori dalla Francia, diresse Lakmé a Ginevra nel 1934, con Vina Bovy nel ruolo principale. È stato indicato come assistente direttore d'orchestra dell'Orchestre Radio-symphonique-lyrique che, insieme a molti altri musicisti, venne evacuata a Rennes nel settembre 1939, subito dopo l'inizio delle ostilità nella seconda guerra mondiale.
Cohen è stato un direttore d'orchestra regolare dell'opera francese per la Columbia negli anni '20 e '30. Tra le sue registrazioni spiccano le versioni complete di Carmen 1928, mancano i dialoghi e il finale del primo atto e la canzone dei fiori è diretta da Gaubert, Manon (1932) e Werther (1931), per le quali fu molto apprezzato il suo approccio “non forzato, eloquentemente espressivo, con un canto francese collocato in avanti”. Diresse anche l'accompagnamento di brani operistici registrati e cantati da cantanti francesi dell'epoca, oltre ad alcune Canzoni dell'Alvernia, con Madeleine Grey.